# Jan Fleischmann
Jan Fleischmann (3. července 1885 Smíchov – 23. září 1939 Praha) byl český právník, lední hokejista a sportovní funkcionář.

## Biografie
Jeho otcem byl zemský advokát a pražský mecenáš Jan Maria Fleischmann (1841–1903).

### Mládí
Patřil mezi české hokejové mušketýry. Hrál hokej od mládí za tehdejší SK Slavii Praha. Jako již dostudovaný právník se vydal nejen se svými klubovými spoluhráči v roce 1909 do Chamonix, kde se seznámil na mezinárodní úrovni v roli obránce se skutečným ledním hokejem (tehdy pro rozlišení označovaným slovem kanadský). Stal se pevnou součástí hokejové reprezentace Čech, za kterou odehrál všechny zápasy až do začátku první světové války.

### Poválečné období
I po válce zůstal v hokejovém prostředí aktivní. Dvakrát byl (v letech 1921–1923 a 1925–1927) předsedou Československého svazu ledního hokeje. Mezitím stihl start na prvních zimních olympijských hrách, kde si oblékl československý dres. Dohromady reprezentoval v 15 zápasech. Jako funkcionář působil i ve své domovské Slavii, za niž přes svůj pokročilý věk dokonce nastoupil v první prvoligové sezóně v roce 1936 též na ledě.

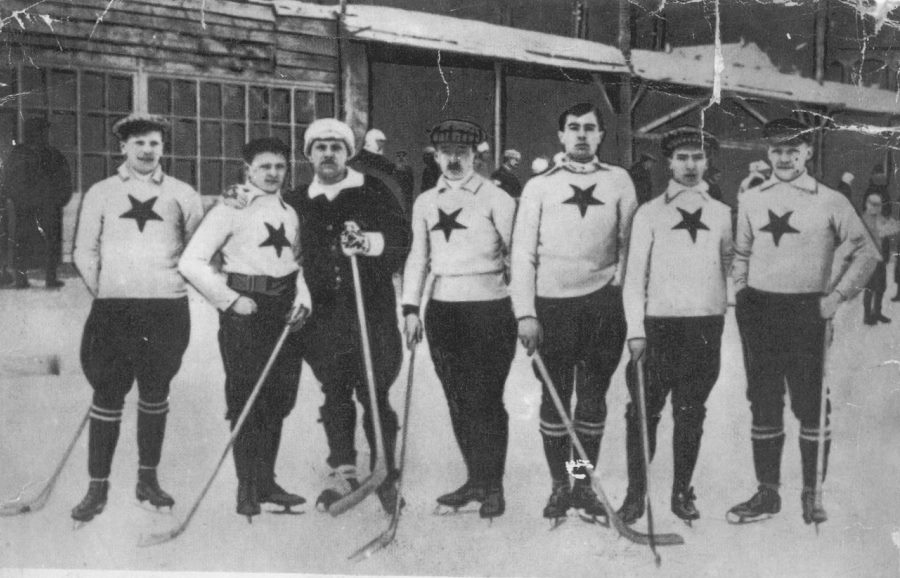
České hokejové mužstvo v roce 1909

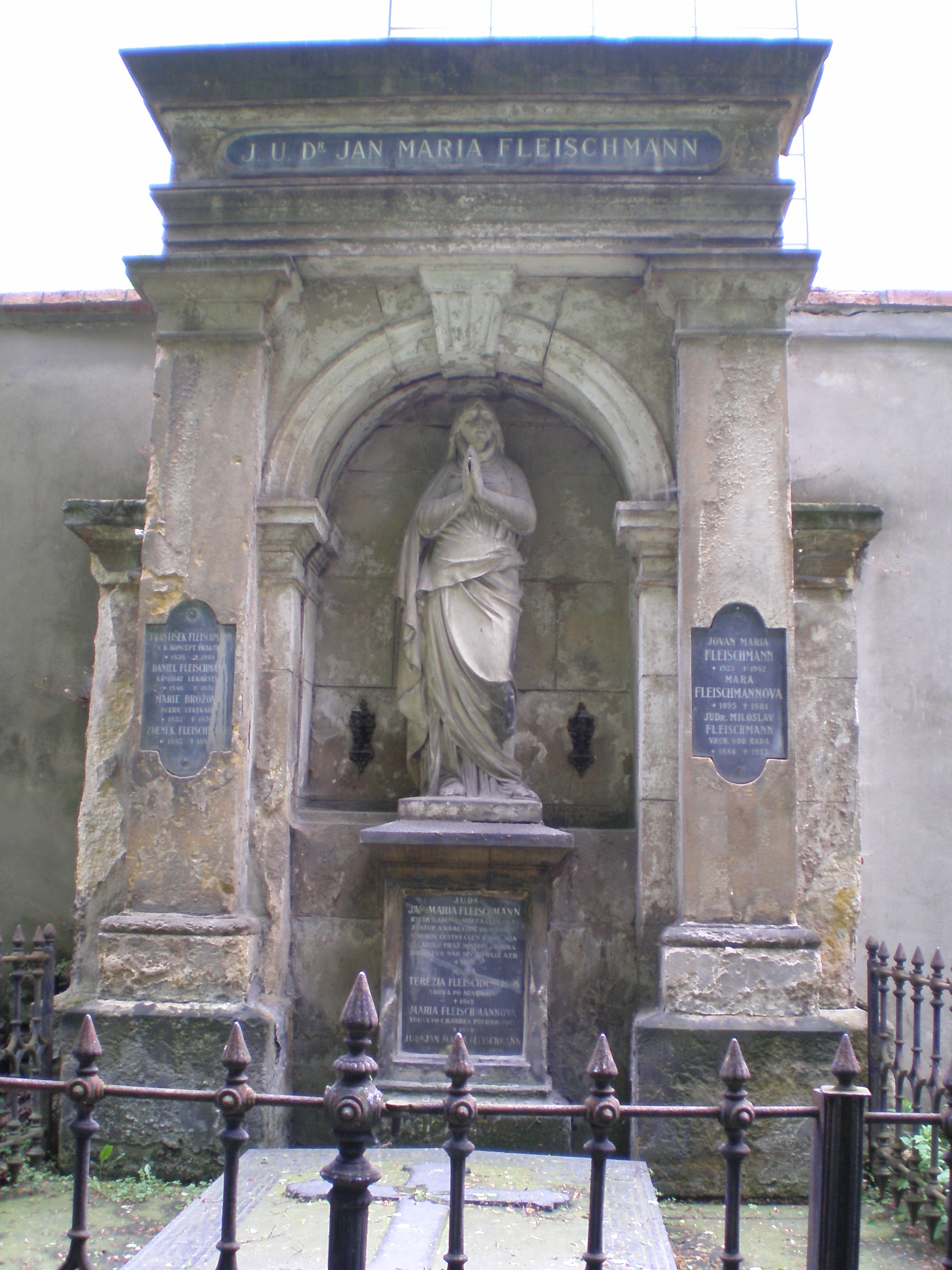
Hrob Jana Fleischmanna na Olšanských hřbitovech v Praze

Je pohřben na Olšanských hřbitovech v Praze, v rodinné hrobce, spolu se svým otcem i bratrem.